# Аш-Шура
Аш-Шу́ра (араб. الشورى — Совет) — сорок вторая сура Корана. Сура мекканская.  Состоит из 53 аятов.

## Содержание
Сура имеет название «Совет» («аш-Шура»), потому что она наставляет верующих на то, чтобы они, решая все вопросы своего общества придерживались принципа «аш-шура» (взаимный совет) для утверждения истины и установления справедливости. Сура содержит много вопросов религии и доказательств основ веры.
В суре указывается верный путь, по которому надо следовать, призывая людей к религии, и на великую доброту и милость Аллаха к своим рабам. Сура указывает на великую пользу дождя, приводит доказательства могущества Аллаха во Вселенной.

 Ха. Мим. ۝ Айн. Син. Каф. ۝ Так внушает откровение тебе и твоим предшественникам Аллах Могущественный, Мудрый. ۝ Ему принадлежит то, что на небесах, и то, что на земле. Он - Возвышенный, Великий. ۝ Небеса готовы разверзнуться сверху (от величия Аллаха; или от многочисленных ангелов; или от слов многобожников). Ангелы прославляют хвалой своего Господа и просят прощения для тех, кто на земле. Воистину, Аллах - Прощающий, Милосердный. ۝ Аллах является Хранителем для тех, которые взяли себе иных покровителей и помощников помимо Него (сохраняет их злодеяния для того, чтобы они получили воздаяние), и ты не являешься их попечителем и хранителем. ۝ Так Мы внушили тебе в откровении Коран на арабском языке, чтобы ты предостерегал Мать селений (жителей Мекки) и тех, кто вокруг неё, и предостерегал от Дня собрания, в котором нет сомнения. Одна часть людей окажется в Раю, а другая часть окажется в Пламени. ۝ Если бы Аллах пожелал, то сделал бы их одной общиной верующих. Однако Он вводит в Свою милость того, кого пожелает. А у беззаконников не будет ни покровителя, ни помощника. ۝ Неужели они взяли себе покровителей и помощников вместо Него? Аллах является Покровителем. Он оживляет мёртвых, и Он способен на всякую вещь. 
—  42:1—9 (Кулиев)